# Carlos Alajarín
Carlos Alajarín fue un actor cinematográfico, radial y teatral, y un locutor argentino de origen español.

## Biografía
Carlos fue hijo de un matrimonio de inmigrantes españoles formados por su padre José María Alajarín Oyer y su madre Carlota Molina Méndez de Castro e Izamendi, quienes emigraron a la Argentina entre el 1895 y 1905 llevándose a toda su familia, incluyendo a sus hermanos Juan, Julio, Jesús, Josefina y Caridad Alajarín.

## Carrera
Alajarín fue un actor argentino que incursionó en roles de reparto durante la época gloriosa cinematográfica, secundando a primeras figuras como Zully Moreno, Nélida Bilbao, Camilo Da Passano, Horacio Priani, Enrique Álvarez Diosdado, Niní Marshall, Perla Mux, Francisco Charmiello, Sabina Olmos, Alberto Closas, entre otros.
Es destacado su papel en el film La gata donde fue dirigido por el gran actor y director Mario Soffici.
En teatro se lució en con el papel de Don Cosme en la obra Sitiados en 1961 junto a Conrado Klein, Ignacio García Monasterio, Adolfo García Grau,  José Martínez Castell, Osvaldo Demarco y José Antonio Esperanza.
En radio se tuvo una amplia trayectoria en varias emisoras siendo una de las más destacadas en Radio Prieto en el espectáculo Estampas de Arte, junto a Mercedes Pibernat , Blanquita Valdés, Blanca Rolón, Justo Chazo y Eugenio Menéndez.
También formó parte del elenco de LRA Radio del Estado (luego LRA1 Radio Nacional), interviniendo durante muchas temporadas en ciclos como "Las dos carátulas", "Teatro Breve", "La escuela del aire" y muchos otros que se difundían por esa prestigiosa emisora.

## Filmografía
- 1947: Una mujer sin cabeza
- 1947: La gata[4]